# Manili
Manuel Ruíz Regalo dit « Manili », né le 25 février 1952 à Cantillana (Espagne, province de Séville), est un matador espagnol.

## Présentation

### Carrière
- Débuts en public : 1973.
- Présentation à Madrid : 10 mai 1975 aux côtés de José Ibáñez et Sebastián Cortés. Novillos de la ganadería de los Herederos de Flores Albarrán.
- Alternative : Séville (Espagne) le 24 avril 1976. Parrain, Curro Romero ; témoin, Palomo Linares. Taureaux des ganaderías de Martín Berrocal (3), Manuel González (2) et du marquis de Domecq (1)
- Confirmation d’alternative à Madrid : 18 mai 1978. Parrain, José Luis Galloso ; témoin, Julio Robles. Taureaux de la ganadería de Samuel Flores